# Mari Elka Pangestu

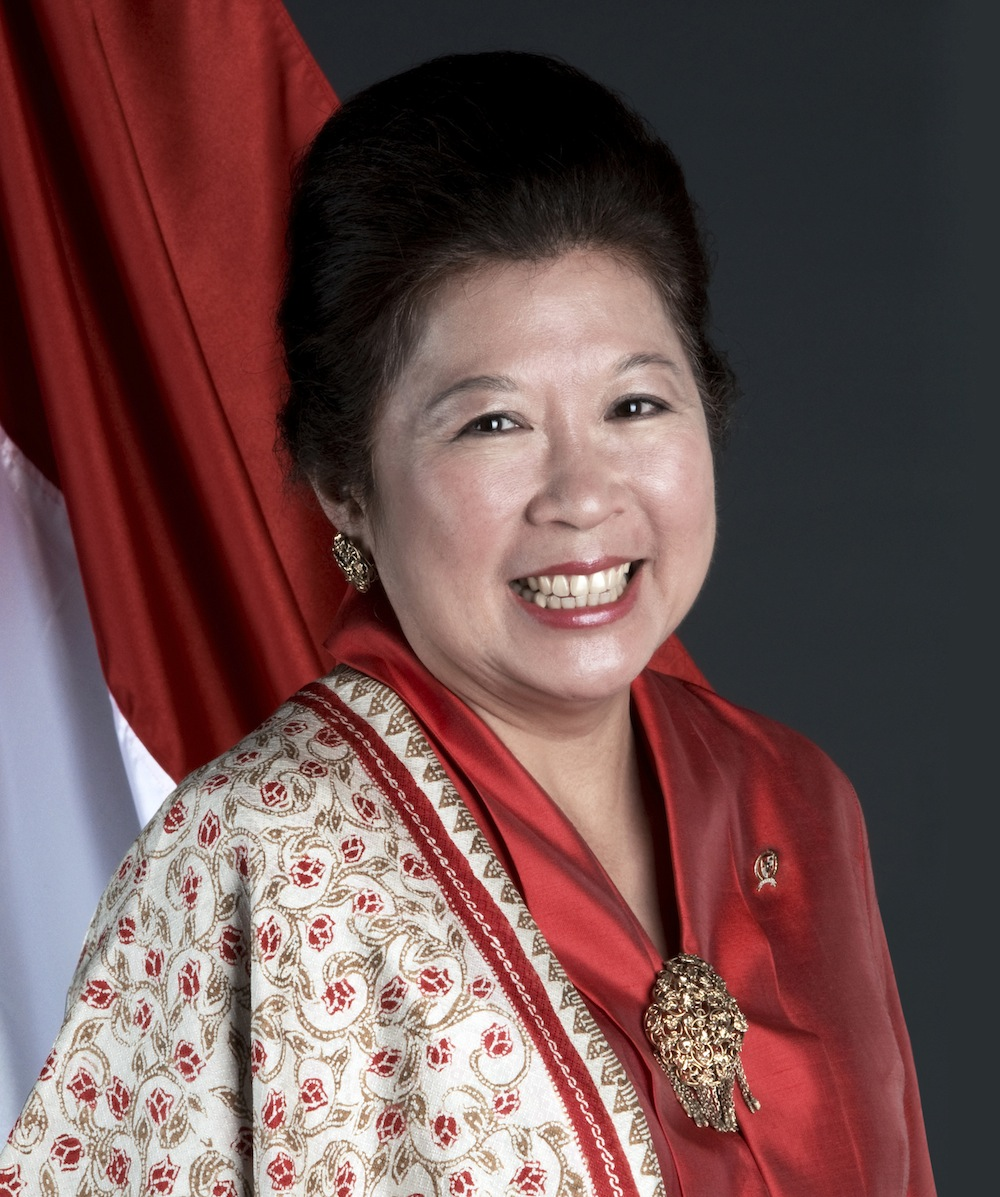
Mari Elka Pangestu (2011)

Mari Elka Pangestu (* 23. Oktober 1956 in Jakarta) ist eine indonesische Ökonomin und Politikerin.

## Werdegang
Pangestu studierte Wirtschaftswissenschaft an der Australian National University, wo sie 1978 den akademischen Grad eines Bachelors sowie zwei Jahre später eines Masters errang. Anschließend absolvierte sie bis 1986 ein Ph.D.-Studium an der University of California, Davis. Zunächst setzte sie die akademische Arbeit am Centre for Strategic and International Studies in Jakarta sowie der Universität Indonesia fort.
Später startete Pangestu eine politische Karriere, als Präsident Susilo Bambang Yudhoyono sie im Oktober 2004 als Handelsministerin in sein Kabinett berief. Danach war sie zusätzlich zeitweise als Vertretung von Suryadharma Ali Staatsministerin für Genossenschaften und kleine und mittlere Unternehmen, ehe dieser im Herbst 2009 an die Spitze des Religionsministeriums wechselte. Im Zuge einer Kabinettsumbildung im Oktober 2011 übernahm sie das Ministerium für Tourismus und Kreativindustrien. Unter Yudhoyonos Nachfolger Joko Widodo schied sie 2014 aus der Regierung aus.
Pangestu kehrte als Professorin an die Universität Indonesia zurück. 2020 berief sie David Malpass zur geschäftsführenden Direktorin für Entwicklungspolitik und Partnerschaften an die Weltbank. Hier war sie bis 2023 tätig.